# Mauro Corona
Mauro Corona (* 9. August 1950 in Baselga di Piné, Trentino) ist ein italienischer Alpinist, Bildhauer und Schriftsteller.

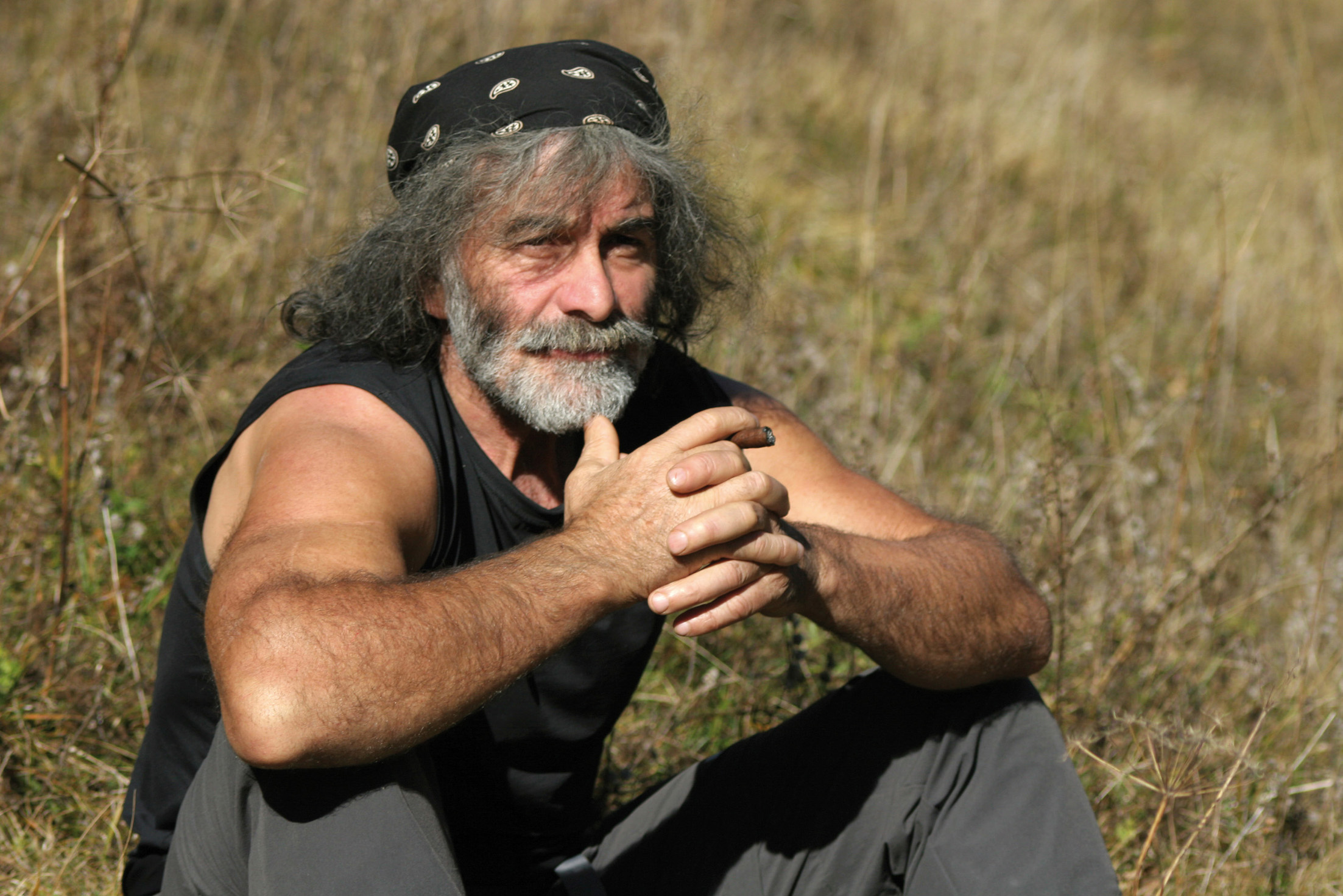
Mauro Corona

## Leben und Werk
Corona wurde als Sohn von fahrenden Händlern im Trentino geboren. Er lebt jedoch seit frühester Kindheit in der Gemeinde Erto, in der seine Familie seit Generationen ansässig ist. In seiner von Armut geprägten Jugend in den Friauler Dolomiten war Corona als Wald- und als Minenarbeiter tätig. Neben dem Bergsteigen gehörte seit seiner Kindheit die Holzbildhauerei zu seinen Leidenschaften. In den 1970er Jahren entdeckte der Bildhauer Augusto Murer (1922–1985) den Autodidakten und unterstützte ihn fortan dabei, dieses Talent zu entwickeln. Seine erste Ausstellung fand 1975 in Longarone statt.
Er ist einer der berühmtesten Holzbildhauer Italiens.
Als Bergsteiger erkundete er zahlreiche Routen in den Dolomiten im Bereich des Piave.

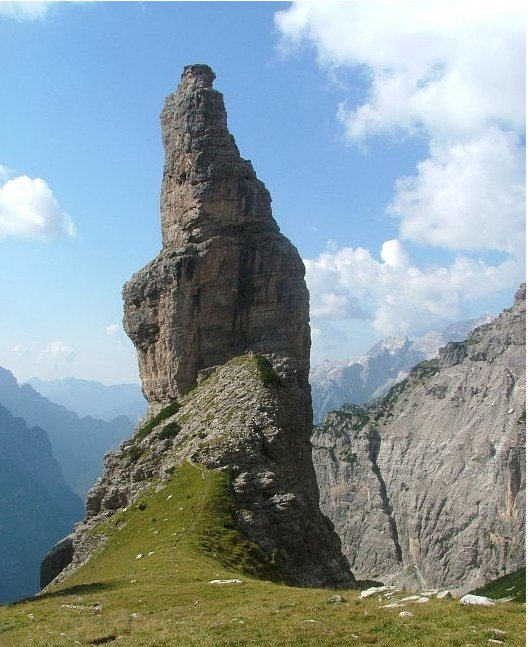
Am Campanile di Val Montanaia fanden Coronas erste Klettereien statt.

Einem breiten Publikum in Italien wurde Corona vor allem als Schriftsteller bekannt. Nachdem erstmals 1997 in der regionalen Tageszeitung Il Gazzettino einige Kurzgeschichten von ihm veröffentlicht wurden, hat er sich verstärkt dieser Tätigkeit zugewandt. Bislang sind 23 Bücher von ihm erschienen, hauptsächlich im Verlag Mondadori, von denen einige in mehrere Sprachen, u. a. ins Chinesische, übersetzt worden sind. Sein schriftstellerisches Werk besteht vornehmlich aus Kurzgeschichten, die stark autobiographischen Charakter tragen. Zentrale Themen sind neben seinen Naturerlebnissen das vormals sehr karge Leben in einem kleinen Bergdorf im Friaul, die sozialen Veränderungen durch den technischen Fortschritt und das kollektive Trauma durch die Katastrophe vom Vajont. 
Im Jahre 2011 wurde ihm der Literaturpreis Premio Bancarella verliehen, den vor ihm u. a. Ernest Hemingway, Alex Haley und Umberto Eco erhalten hatten. 2014 erhielt er den Literaturpreis Premio Mario Rigoni Stern.

## Kritiken
Der Literaturwissenschaftler Claudio Magris sagt über Mauro Corona:

„Scrittore scarno e asciutto, e insieme magico nell'essenzialità con cui narra storie fiabesche e insieme di brusca, elementare realtà. I suoi racconti hanno l'autorità della favola, in cui il meraviglioso si impone con assoluta semplicità, con l'evidenza del quotidiano. In loro c'è comunione con la natura, col fluire nascosto e incessante della vita, e un'infinita, intrepida solitudine.“

„Ein nüchterner und trockener Schriftsteller und zugleich magisch in der Art, mit der er seine märchenhaften Geschichten von zugleich herber, elementarer Wirklichkeit erzählt. Seine Erzählungen haben die Macht des Märchens, in dem sich das Wundersame mit vollkommener Selbstverständlichkeit und offensichtlicher Alltäglichkeit aufdrängt. In ihnen existiert die Gemeinschaft mit der Natur, mit dem verborgenen und rastlosen Fließen des Lebens und eine unendliche, furchtlose Einsamkeit.“

## „Im Tal des Vajont“
Das Buch handelt von Severino Corona, kurz Zino am Ende des 19. Jahrhunderts, der als Waisenjunge in den Bergen des Friaul aufwächst. Später eröffnet er mit Raggio eine Käserei, dessen Frau versucht, ihn zu verführen. Zino vergiftet seinen Freund, der aber stirbt nicht an den Tollkirschen, sondern wird verrückt.
„Die Geschichten, ... in seinem Roman ‚Im Tal des Vajont‘ ... sind spannend und berührend. In ihrer schrecklichen Getriebenheit erwecken die Gestalten der Bergwelt von Erto Mitgefühl.“

## „Die Spur des Marders“
Das Buch handelt von Coronas Kindheit vor dem Unglück der Katastrophe von Vajont, die auch seinen Heimatort zu großen Teilen zerstörte. Er erinnert sich an die naturnahen Alltagsbegebenheiten, wie zum Beispiel an einen Marder, der eine ganze Jagdgesellschaft an der Nase herumführte, ohne jedoch zu beschönigen, wie Claudio Magris im Vorwort meint. Am Schluss des Buches verändert sich die Dorfgesellschaft durch das Geld, das mit dem Dammbau bzw. den staatlichen Entschädigungen nach der Katastrophe kommt.

## Werke

### Italienische Originale (Auswahl)
- Il volo della Martora. CDA & Vivalda Editori, 1997.
- Le voci del bosco. Edizioni Biblioteca dell'Immagine, 1998.
- Nel legno e nella pietra. Ed. Mondadori, 2003.
- Aspro e dolce. Ed. Mondadori, 2004.
- Storie del bosco antico. Ed. Mondadori, 2005.
- L'ombra del bastone. Ed. Mondadori, 2005.
- Vajont: quelli del dopo. Ed. Mondadori, 2006.
- I fantasmi di pietra. Ed. Mondadori, 2006.
- Cani, camosci, cuculi (e un corvo). Ed. Mondadori, 2008.
- Storia di Neve. Ed. Mondadori, 2009.
- La casa dei sette ponti. Feltrinelli, 2012.[10]

### Werke in deutscher Übersetzung
- Die Stimme des Waldes. Von Baumgeheimnissen und dem Leben mit der Natur. (Le voci del bosco. Übersetzt von Elisabeth Liebl). München, Riemann Verlag. ISBN 978-3-570-50017-0.
- Die Spur des Marders. Vom ursprünglichen Leben und der verlorenen Zeit. (Il Volo della Martora. Übersetzt von Elisabeth Liebl). München, Riemann Verlag 2001, ISBN 3-570-50019-5.
- Im Tal des Vajont. (L’ombra del bastone. Übersetzt von Helmut Moysich). München, Graf Verlag 2012. ISBN 978-3-86220-024-5.